# Thestus
Thestus is een kevergeslacht uit de familie van de boktorren (Cerambycidae). De wetenschappelijke naam van het geslacht werd voor het eerst geldig gepubliceerd in 1866 door Pascoe.

## Soorten
Thestus omvat de volgende soorten:
- Thestus alexandra (Thomson, 1878)
- Thestus chassoti Breuning, 1973
- Thestus oncideroides Pascoe, 1866
- Thestus philippensis Schwarzer, 1929